# Alatjärnen
Alatjärnen är en sjö i Bräcke kommun i Jämtland och ingår i Ljungans huvudavrinningsområde. Sjön har en area på 0,0861 kvadratkilometer och ligger 398,3 meter över havet. Vid provfiske har öring fångats i sjön.

## Delavrinningsområde
Alatjärnen ingår i det delavrinningsområde (696132-150752) som SMHI kallar för Mynnar i Alan. Medelhöjden är 353 meter över havet och ytan är 16,02 kvadratkilometer. Räknas de 3 avrinningsområdena uppströms in blir den ackumulerade arean 45,96 kvadratkilometer. Mörtån som avvattnar avrinningsområdet har biflödesordning 3, vilket innebär att vattnet flödar genom totalt 3 vattendrag innan det når havet efter 132 kilometer. Avrinningsområdet består mestadels av skog (89 procent). Avrinningsområdet har 0,09 kvadratkilometer vattenytor vilket ger det en sjöprocent på 0,5 procent.